# Irkutszk
Irkutszk,  (oroszul: Иркутск) város Oroszországban, Szibériában, az Irkutszki terület székhelye.  Lakossága a 2010. évi népszámláláskor 587 891 fő volt.

## Fekvése
Irkutszk Kelet-Szibériában található, az innen mintegy 60 kilométerre lévő Bajkál-tóból eredő Angara folyó mellett, melybe a városnál torkollik a neki nevet adó Irkut folyó. A városon áthalad a Transzszibériai vasútvonal, melynek 5185-ös kilométere található itt.

## Éghajlat
| Hónap                         | Jan.  | Feb.  | Már.  | Ápr.  | Máj.  | Jún. | Júl. | Aug. | Szep. | Okt.  | Nov.  | Dec.  | Év    |
| ----------------------------- | ----- | ----- | ----- | ----- | ----- | ---- | ---- | ---- | ----- | ----- | ----- | ----- | ----- |
| Rekord max. hőmérséklet (°C)  | 2,3   | 10,2  | 20,0  | 29,2  | 34,5  | 35,6 | 37,2 | 34,1 | 29,7  | 24,5  | 14,4  | 5,3   | 37,2  |
| Átlagos max. hőmérséklet (°C) | −12,8 | −7,8  | 0,3   | 9,4   | 18,1  | 22,7 | 24,8 | 22,2 | 15,7  | 7,7   | −2,7  | −10,6 | 7,3   |
| Átlagos min. hőmérséklet (°C) | −21,8 | −19,6 | −12,2 | −2,8  | 3,6   | 9,3  | 13,0 | 10,9 | 4,3   | −2,5  | −11,6 | −19,1 | −4,0  |
| Rekord min. hőmérséklet (°C)  | −49,7 | −44,7 | −37,3 | −31,8 | −14,3 | −6,0 | 0,4  | −2,7 | −11,9 | −30,5 | −40,4 | −46,3 | −49,7 |
| Átl. csapadékmennyiség (mm)   | 13    | 8     | 12    | 18    | 37    | 78   | 114  | 91   | 52    | 21    | 20    | 16    | 480   |
| Havi napsütéses órák száma    | 93    | 149   | 207   | 223   | 266   | 264  | 243  | 218  | 182   | 152   | 93    | 62    | 2152  |
| Forrás: Pogoda.ru.net         |       |       |       |       |       |      |      |      |       |       |       |       |       |

## Története
Irkutszk helyén 1661-ben kozákok építettek egy cölöpvárat az Angara partján, elsősorban a szibériai szőrmekereskedők védelmére. A település már 1684-ben városi jogokat kapott. A Moszkvából kiinduló szibériai út 1760-ban érte el a várost. Ettől kezdve fontos kereskedelmi központ: Szibéria kincsei (arany, gyémánt stb.) és a kínai import áruk (selyem, tea stb.) fontos átrakodópontja.
A kereskedelem mellett Irkutszk az Orosz Birodalom száműzötteinek fontos elosztópontja volt. Itt megfordult a dekabristáktól kezdve a bolsevikokig majdnem minden politikai száműzött. A száműzötteknek és a kereskedelemnek köszönhetően a város a 19. századtól jelentős kulturális központtá vált.
1879-ben egy óriási tűzvészben elpusztult a város háromnegyed része. Az újjáépítés során tégla- és kőházak épültek, többek között ekkor építették a város állandó színházát. 1898. augusztus 16-án érkezett az első vonat Szentpétervárról. A vasút újabb lökést adott a város fejlődésének.
1959-ben adták át az Irkutszki Vízerőművet.

## Népesség
| Lakosok száma | 579 268 | 587 891 | 589 283 | 597 846 | 606 137 | 612 973 | 620 099 | 623 424 | 623 736 |
|               | 2009    | 2010    | 2011    | 2012    | 2013    | 2014    | 2015    | 2016    | 2017    |

### Etnikumok
- 2010-ben 587 891 lakosa volt, melyből 501 670 orosz, 12 698 burját, 5824 ukrán, 4367 tatár, 2255 azeri, 2252 kirgiz, 2194 örmény, 1608 üzbég, 1474 tadzsik, 1330 fehérorosz, 1103 zsidó, 1034 tuva stb.

## Városvezetés
Irkutszk polgármesterei: 
- Dmitrij Viktorovics Berdnyikov (2015. március – ) Az első irkutszki polgármester, akit az új szabályozásnak megfelelően nem a város lakói közvetlenül, hanem a városi duma képviselői a saját körükből választottak meg.[4]

## Gazdaság
A 2010-es években Irkutszk legfontosabb cége az Irkut repülőgépgyártó, amely leginkább a Szuhoj Szu-30 gyártójaként ismert.
Van még alumíniumkohászat, amely a Ruszal céghez tartozik.
Az Irkutszkenergo az ország legnagyobb energiavállalata, amely hőerőműveket, valamint szénbányákat és távhőhálózatokat üzemeltet.

## Oktatás
- Állami Műszaki Egyetem
- Nemzetközi Bajkál városépítési Egyetem
- Állami Egyetem
- Állami Orvostudományi Egyetem
- Állami Pedagógiai Egyetem

## Testvértelepülések
- Japán Kanazava
- Mongólia Ulánbátor
- Kína Senjang

## Híres emberek
- Itt született Mihail Iljics Romm szovjet-orosz filmrendező

## Látnivalói
A város negyven parkjának területe több mint 360 hektár. A virágos kertek területe 9000 m². Hat múzeum, kilenc színház, több mint húsz templom, paloták, tucatnyi kúria és számos történelmi épület található a városban. A város 1998 óta szerepel az UNESCO világörökségi javaslati listáján.